# Бульвар Тараса Шевченка (Київ)
Бульва́р Тара́са Шевче́нка — вулиця в Шевченківському районі Києва, у місцевості Афанасівський яр, Нова Забудова. Пролягає від Бессарабської площі до Галицької площі.
Прилучаються вулиці Євгена Чикаленка, Терещенківська, Володимирська, Леонтовича, Івана Франка, Пирогова, Михайла Коцюбинського, Симона Петлюри, провулок Алли Горської.

## Історія
Бульвар як міську вулицю прокладено у 1830-х роках, вперше згадується 1834 року, як Бульварне шосе. Фактично прокладений на початку 1840-х років відповідно до генерального плану Києва 1837 року. 
З 1850-х років вживалися паралельно назви Бульварна вулиця та Університетський бульвар, від спорудженого в прилеглому кварталі головного корпусу Київського університету св. Володимира. 
З 1869 року — Бібіковський бульвар, на честь Київського військового губернатора, Подільського і Волинського генерал-губернатора Дмитра Бібікова.
Під час більшовицьких перейменувань вулиць міста 1919 року вулиця отримала назву бульвар Тараса Шевченка, на честь українського поета, письменника, художника Т. Г. Шевченка.  

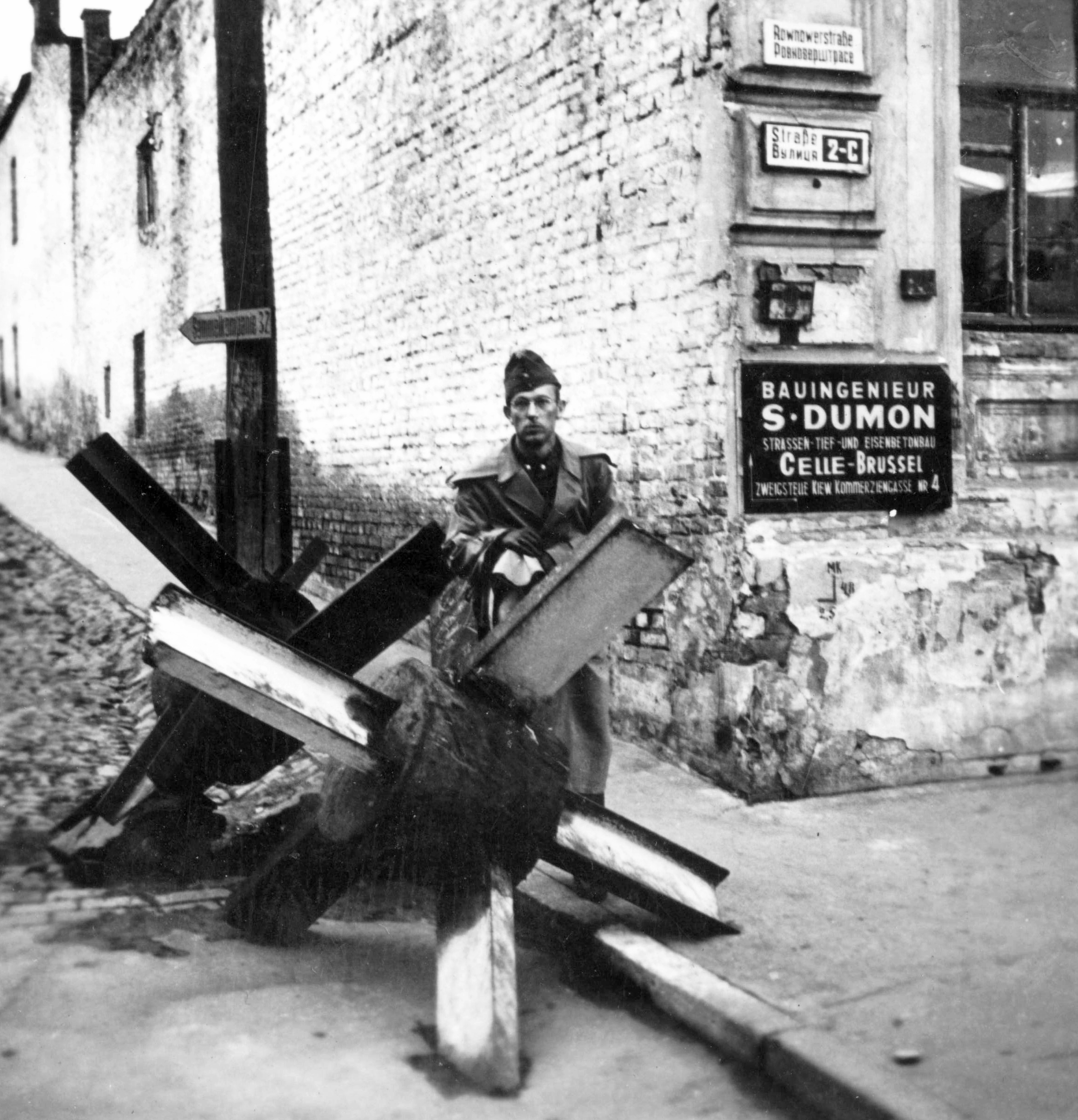
На розі провулку Алли Горської (1942)

Під час нацистської окупації міста у 1942—1943 роках — Ровноверштрассе (нім. Rownower Str., укр. Рівненська).
Сучасну назву підтверджено 1944 року. 
У 1985 році частину бульвару Тараса Шевченка між площею Перемоги та Повітрофлотським шляхопроводом приєднали до колишнього Брест-Литовського проспекту, що тоді ж був перейменований на проспект Перемоги.
Бульвар Тараса Шевченка — єдина вулиця міста з перейменованих більшовиками 1919 року, яка не змінила свою назву з набуттям незалежності України.

## Забудова
Одночасно зі спорудженням на сусідній Володимирській вулиці будівлі Київського університету св. Володимира посеред вулиці було посаджено алею — спершу каштанів, згодом, з 1840-х років — тополь, що й понині є візитівкою вулиці. 
1839 року вздовж лівого боку вулиці закладено ботанічний сад — нині Ботанічний сад імені академіка Олександра Фоміна або університетський ботанічний сад.
Першою кам'яною спорудою був теперішній будинок № 27 (колишній будинок арештантських рот), споруджений у 1845—1849 роках, що певний час знаходився поза офіційною межею міста.
У 1840—1850-х роках було споруджено будівлі Кадетського корпусу, згодом 1-ї гімназії (1850) — нині № 14; 2-ї гімназії (1856) — нині № 18; а також особняк (майбутній Миколи Терещенка, 1842) — нині — буд. № 12. У 1857 року, наприкінці бульвару, на тодішній межі Києва, було зведено Тріумфальну арку, яка знаходилася на місці сучасного Повітрофлотського шляхопроводу (нині — проспект Повітряних Сил).
У 1860-х роках на Галицькій площі було зведено єдину в історії Києва залізну церкву (з чавунних плит) — церкву Іоана Златоуста.
Тоді ж на вільній ділянці між Гімназичною (нині — Леонтовича) та Святославською (нині — вул. Івана Франка) вулицями було розпочато будівництво Володимирського собору (зводився 1862—1882 року, до 1896 року тривали оздоблювальні роботи та розписи собору). Місце для будівництва було визначено особисто імператором Миколою І.
У 1870—1890-х роках — початку XX століття відбувається інтенсивна забудова обабіч бульвару: зводяться як особняки (№ 13, 34) або прибуткові чи звичайні житлові будівлі (буд. № 1, 3, 4, 9, 11, 19, 26, 31, 36, 46, 48), так і громадські об'єкти (комплекс університетських клінік (буд. № 17), комплекс Комерційного інституту (буд. № 22-24), готелі «Марсель» (буд. № 3), «Паласт-Отель» (буд. № 7), приватна гімназія (буд. № 23), а також промислові споруди (Тютюнова фабрика — колишній буд. № 72, нині — Берестейський проспект, 6; наразі фабрика зруйнована).

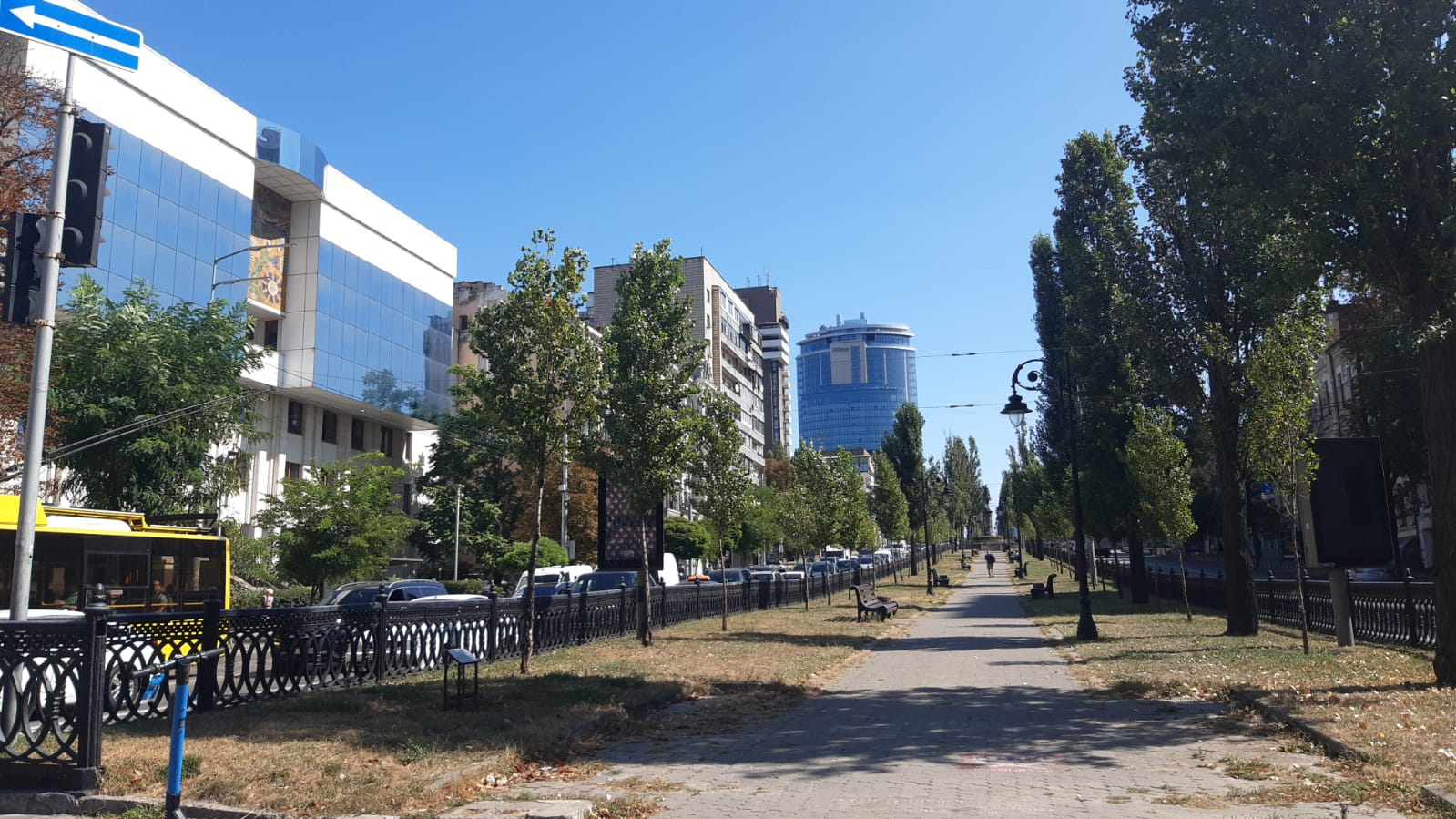
Бульвар Тараса Шевченка (5 вересня 2023 року)

1872 року на стику бульвару та вулиці Безаківської було встановлено пам'ятник графу Олексієві Бобринському (майже на цьому місці був колишній пам'ятник Миколі Щорсу, який демонтований 9 грудня 2023 року. Перед цим було знято охоронний статус з монументу), 1946 року на початку бульвару встановлено пам'ятник Володимирові Леніну (демонтований під час Революції Гідності).

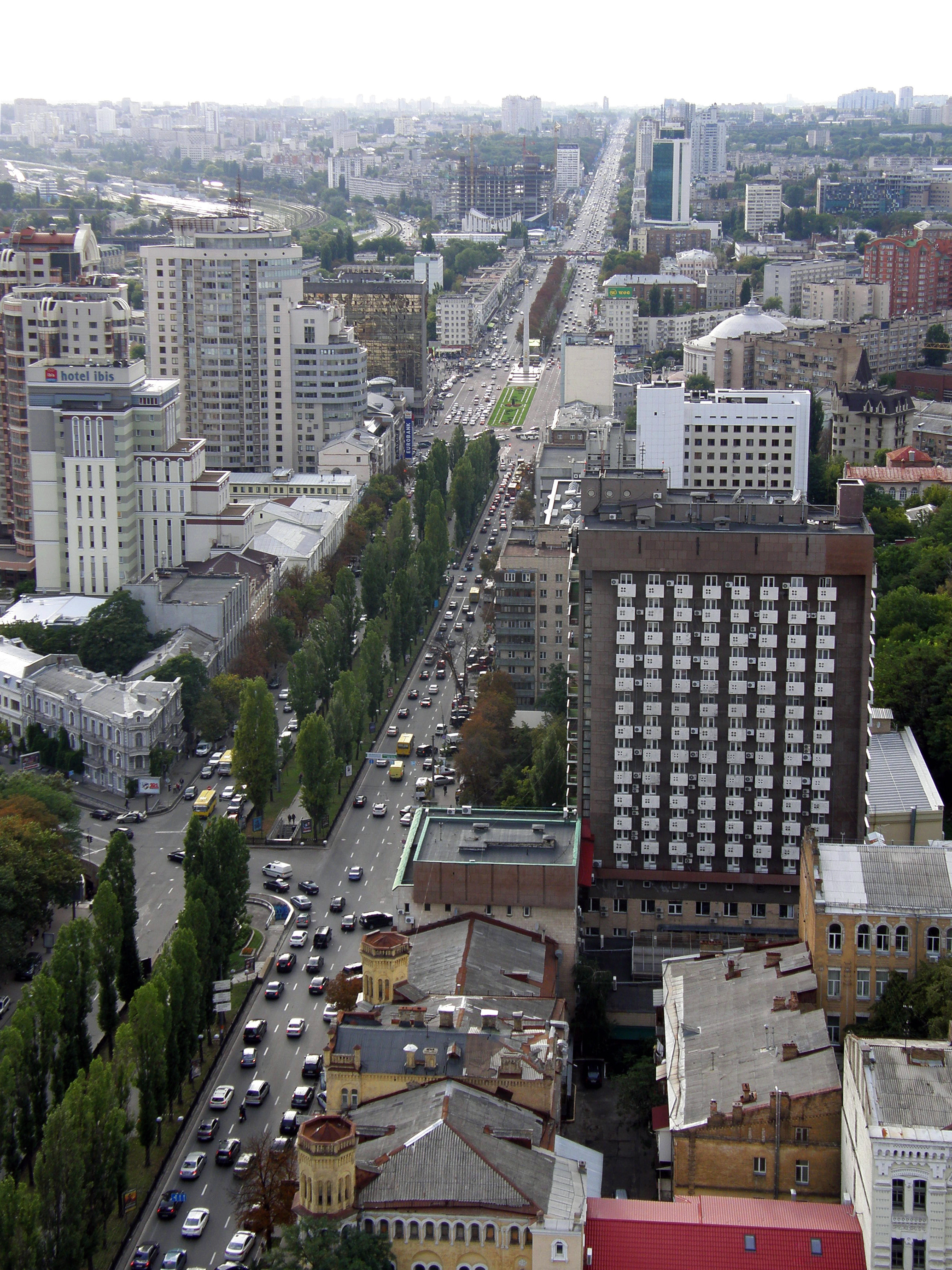
Бульвар Тараса Шевченка від колишнього пам'ятника Щорсу (демонтований 9 грудня 2023) до Галицької площі

За пострадянської доби уздовж бульвару реалізовано масштабні проекти комерційного будівництва, що супроводжувалися знесенням старих споруд і поступово змінюють масштаб історичної забудови (житлово-офісний комплекс (буд. № 11); готель «Хілтон» (буд. № 28–30); комплекс «Європа Плаза» (буд. № 33–37); висотна будівля у дворі буд. № 27).

## Ботанічна пам'ятка природи
Бульвар Тараса Шевченка внесено до переліку територій та об'єктів природно-заповідного фонду України, як ботанічну пам'ятку природи місцевого значення. Довжина алеї тополь на бульварі становить близько 1,5 км.

Алеї тополь
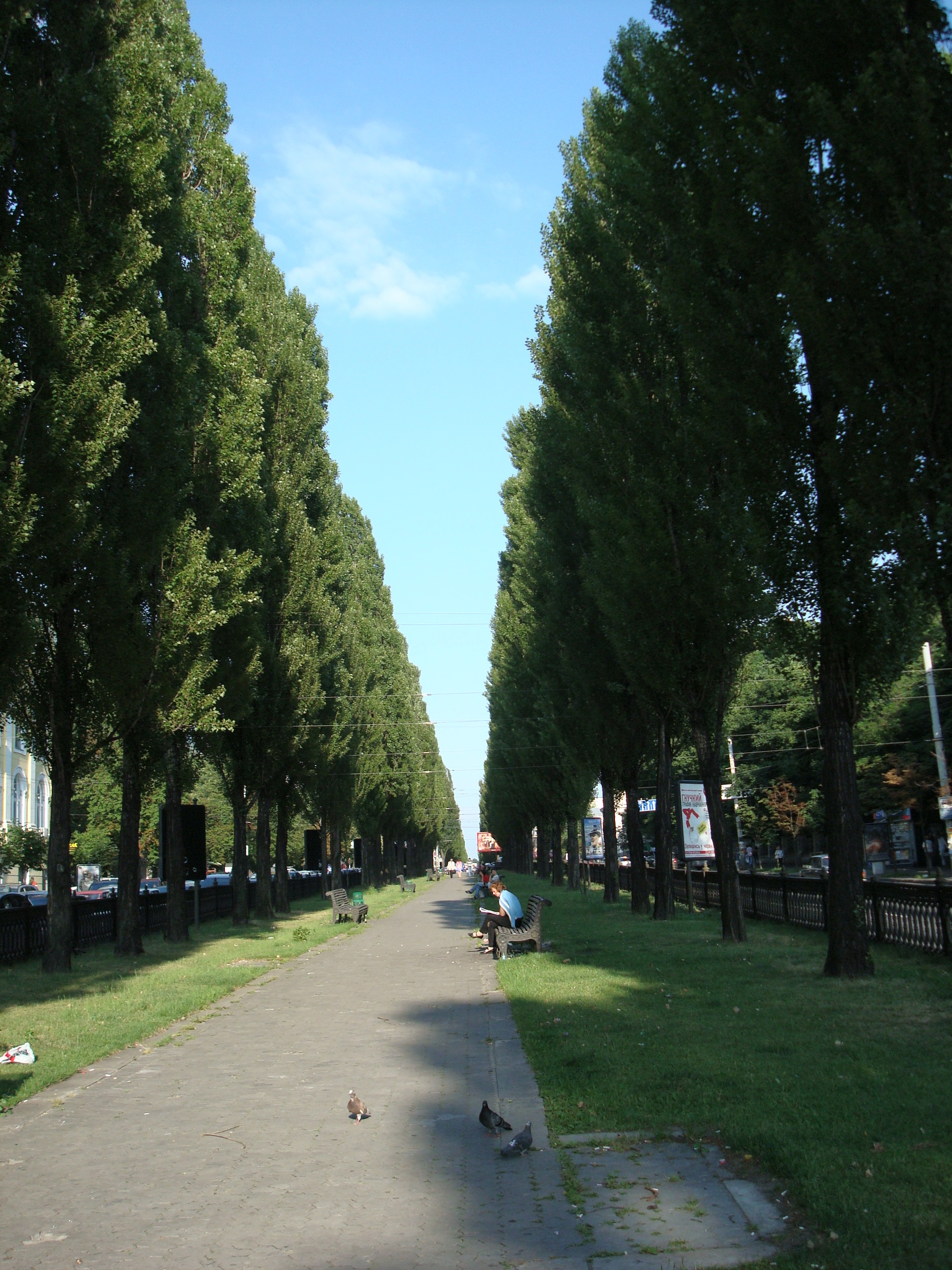
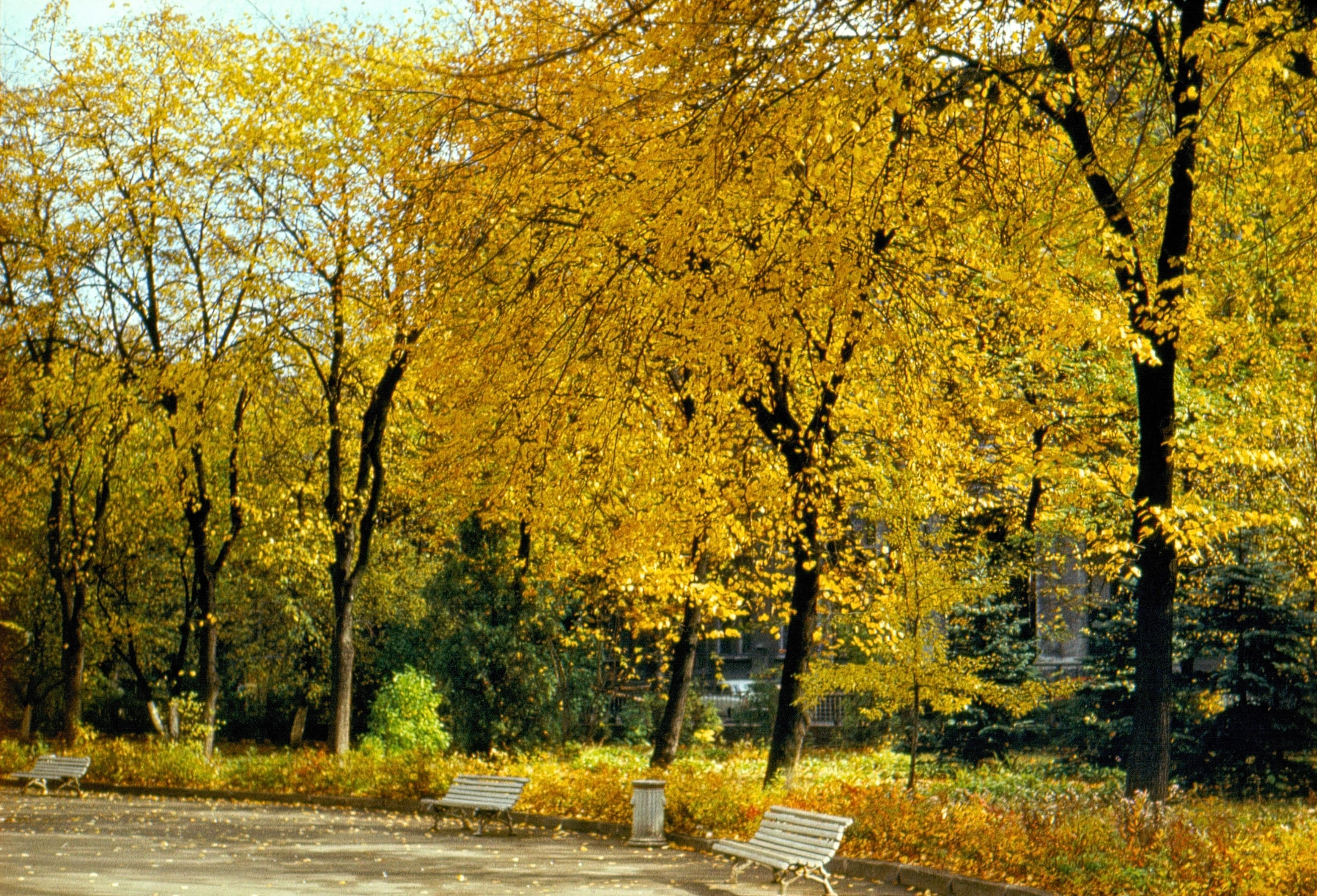
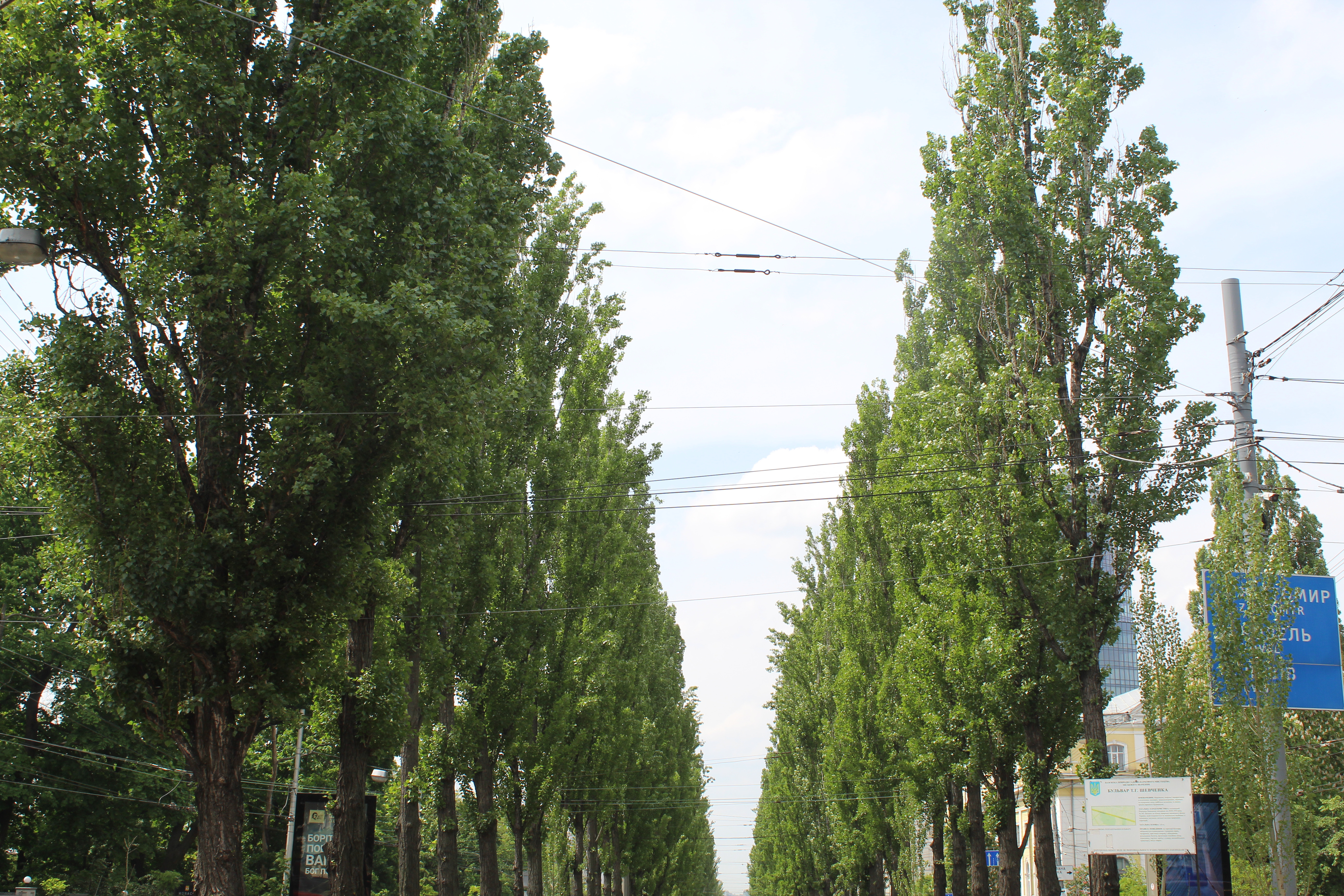
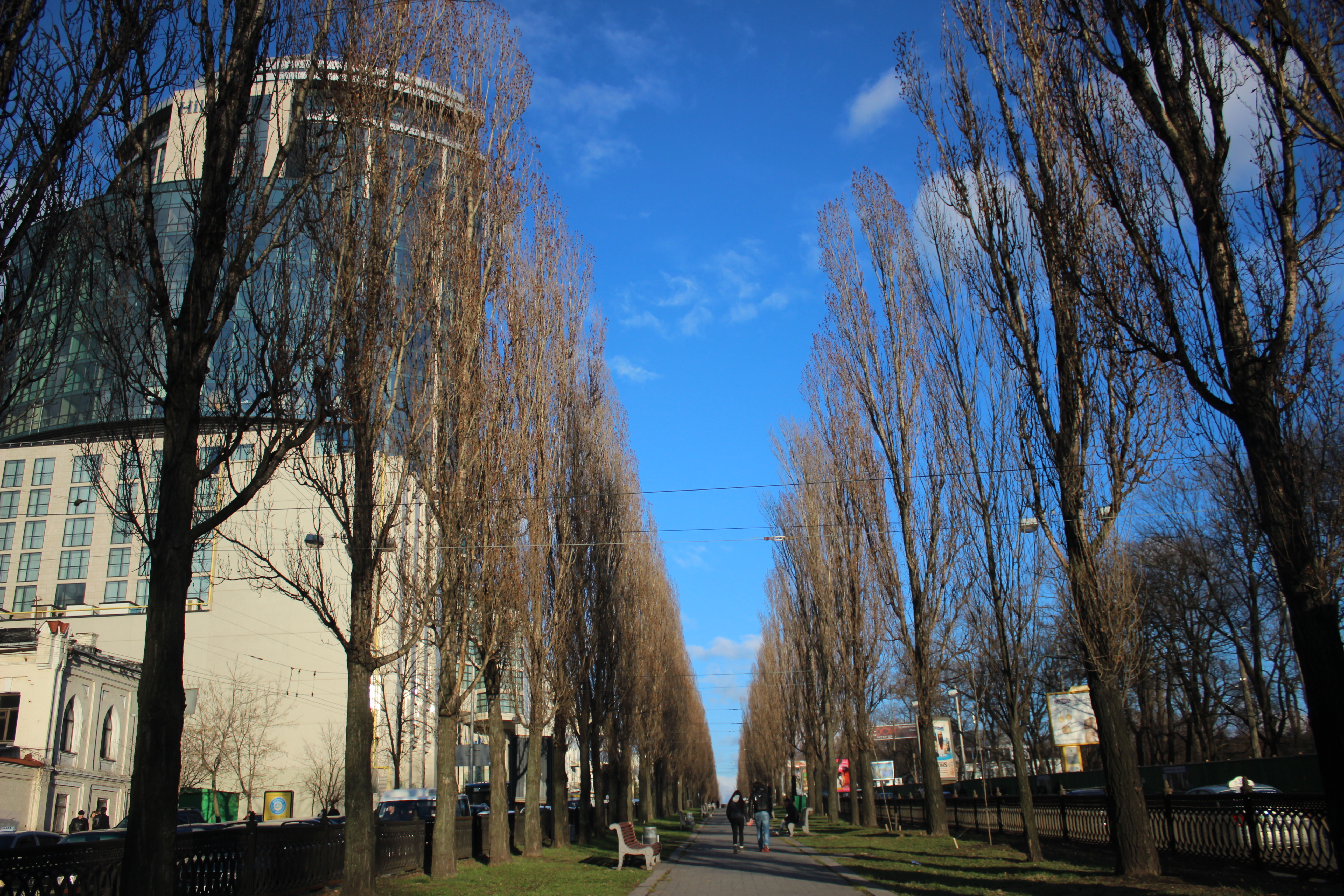
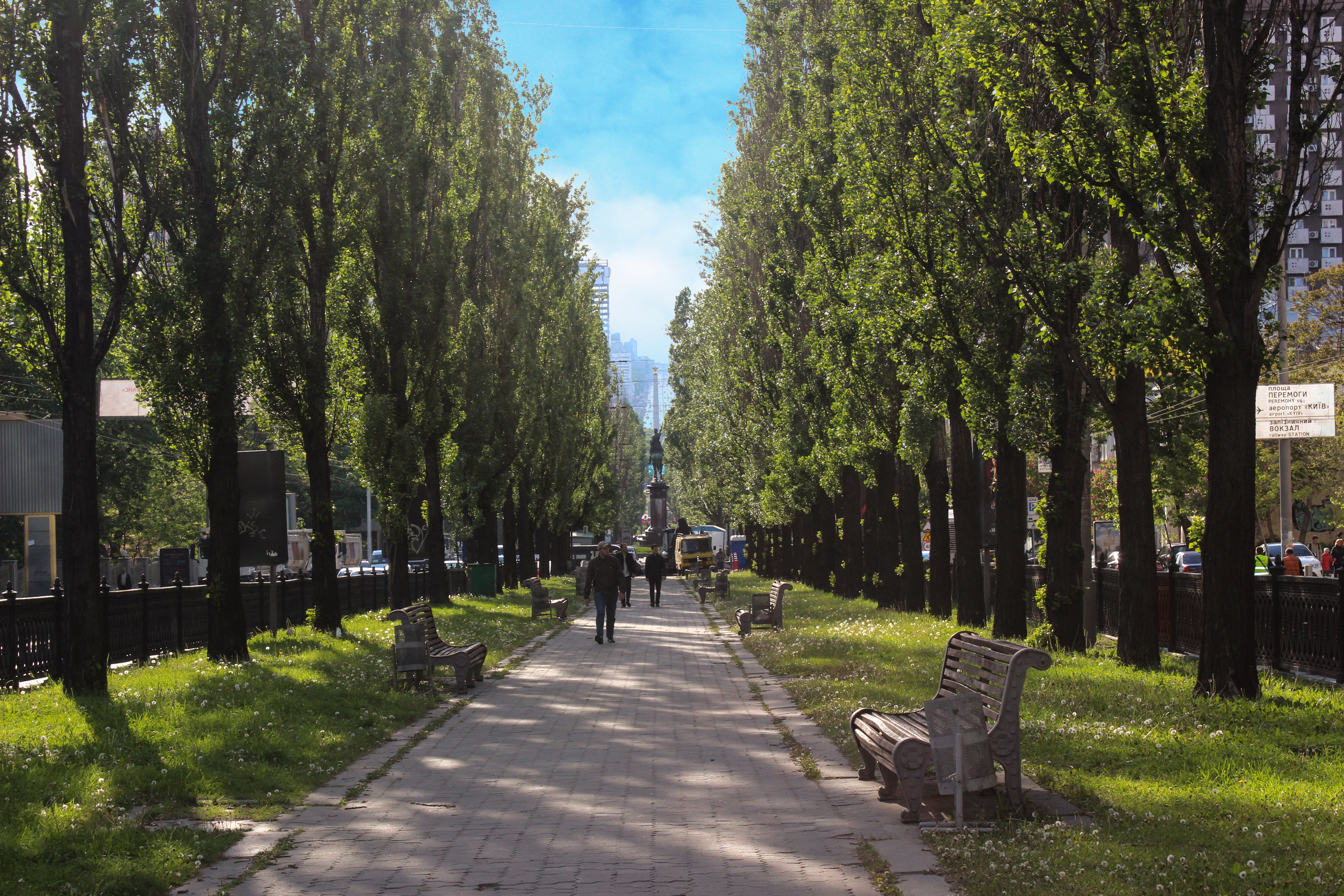
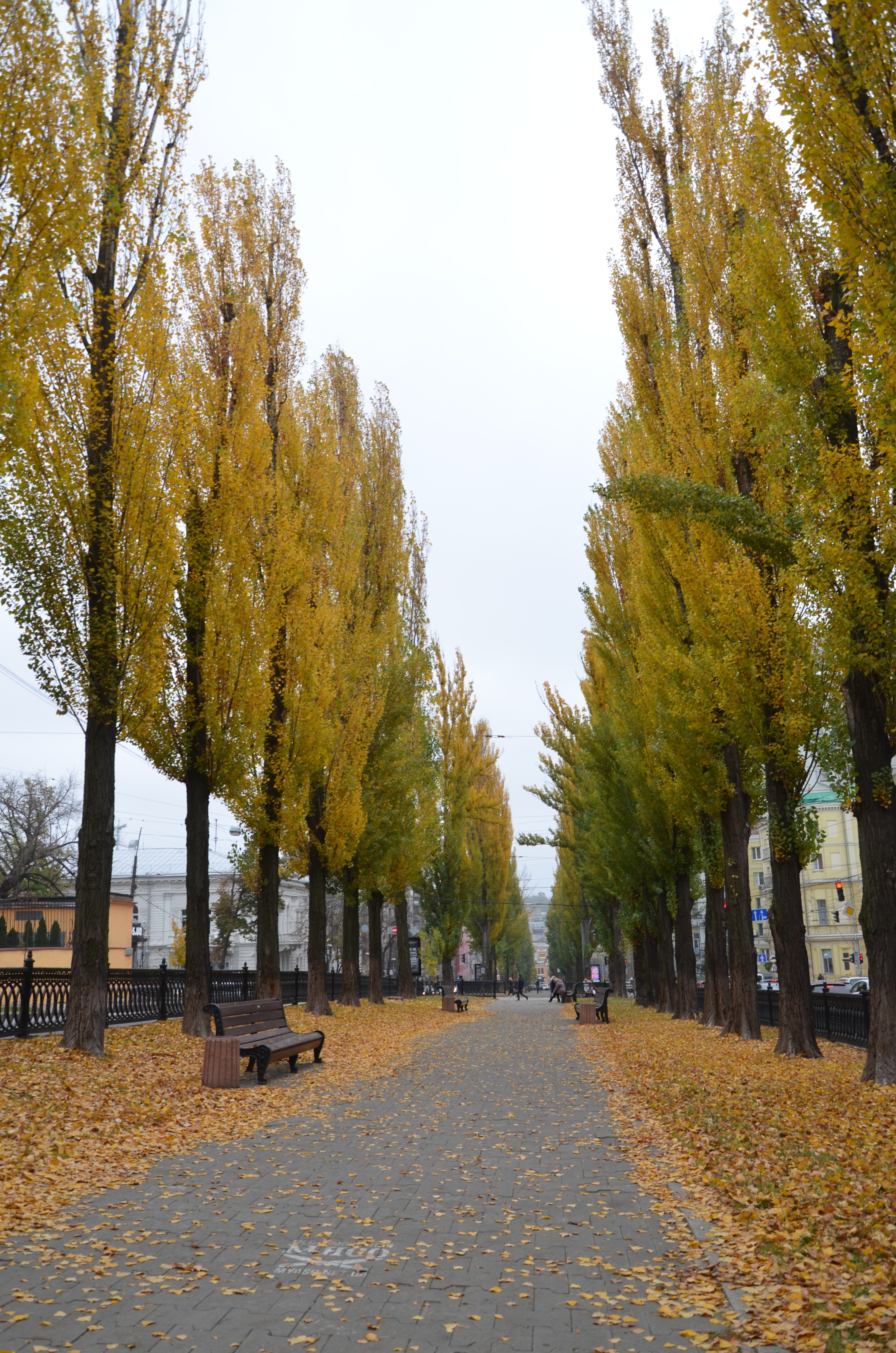
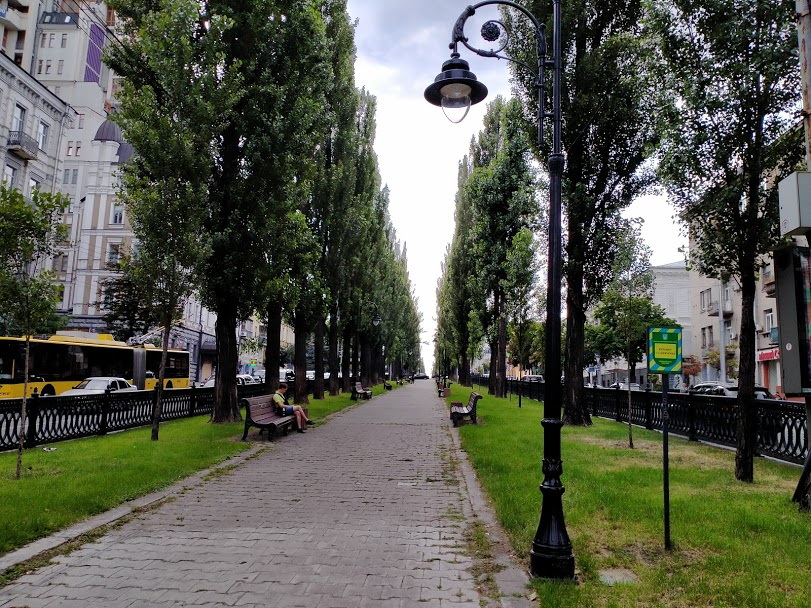
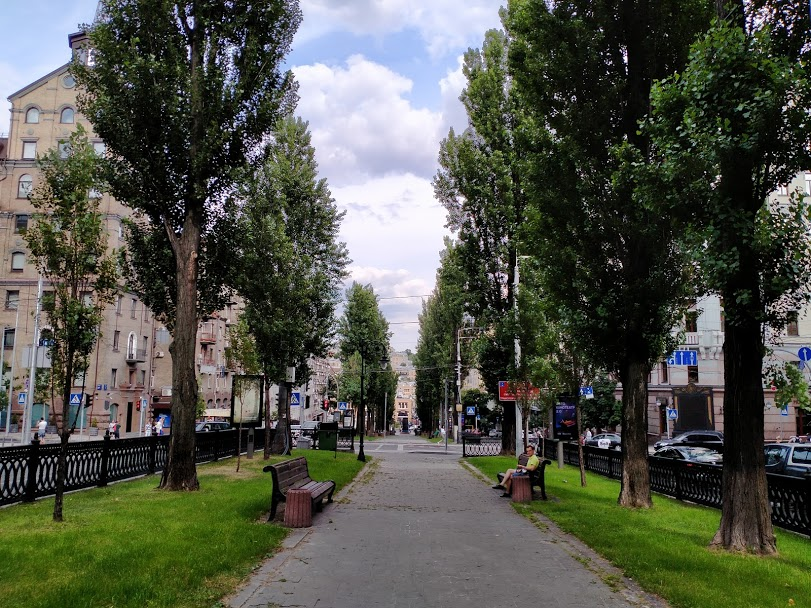

## Установи та заклади
- Школа східних мов та культури (буд. № 1-Б)
- Готель «Прем'єр Палац» (буд. № 5-7)
- Національний музей Тараса Шевченка (буд. № 12)
- Ректорат Національний медичний університет імені О. О. Богомольця (буд. № 13)
- Міська клінічна лікарня № 18 (буд. № 17)
- «Укртелеком» (буд. № 18)
- Національний педагогічний університет імені М. П. Драгоманова (буд. № 22-24)
- Академія адвокатури України (буд. № 27)
- Шевченківська районна державна адміністрація (буд. № 26)
- Багатофункціональний комплекс «H-Tower» (№ 28-30)
- Готель «Експрес» і Центральні залізничні каси (буд. № 38-40)
- Будинок національних творчих колективів України (Національна заслужена академічна капела України «Думка», Національний заслужений академічний український народний хор України імені Григорія Верьовки, Українська капела бандуристів імені Тараса Шевченка) (буд. № 50-52)
- Інститут досліджень науково-технічного потенціалу та історії науки імені Г. М. Доброва НАН України (буд. № 60)

## Будівлі, що становлять історичну цінність, пам'ятки архітектури
- № 3 — Прибутковий будинок та флігель, архітектори Стефан Рикачов та Андрій Краусс (1897)
- № 4 — особняк-флігель та фасадний будинок, архітектори Олександр Шіле (флігель) та Йосип Зекцер (1875, 1901)
- № 5 — готель, архітектори Адольф Мінкус та Федір Троупянський (1909—1910)
- № 8/26 — колишній особняк родини Шпаковських)
- № 7 — готель, архітектор Йосип Зекцер (1911—1912)
- № 12 — особняк (1842, перебудований 1875)
- № 14 — колишня гімназія, 1850–1852, архітектор Олександр Беретті)
- № 16 — колишній “Зразковий пансіон шляхетних дівчат” А. Нельговської[9]
- № 18 — колишня гімназія, архітектор Олександр Беретті (1856)
- № 19 — «Кам'яниця з драконами» (1894)
- № 20 — Володимирський собор (1862—1896)
- № 22–24 — навчальні заклади (1870—1910-ті)
- № 23 — будівля початку XX століття
- № 31 — Прибутковий будинок (неоготичний стиль, 1903)
- № 34 — особняк Івана Терещенка (1874—1875)
- № 36 — Будинок аптекаря Фроммета, архітектор Володимир Ніколаєв (1873)
- № 46 — житлова будівля, початок XX ст.)
- № 48-А — «Будинок із левами» (1898—1899)
- № 58 — житлова будівля XX століття

## Персоналії
Будинки № 8, 12, 34 — з 1870-х років належали родині цукрозаводчиків і меценатів Терещенків.
У будівлі гімназії № 1 у різні часи проживали, працювали або навчалися Микола Пирогов, Володимир Вернадський, Анатолій Луначарський, Михайло Булгаков (навчався 1901—1909), Костянтин Паустовський (навчався 1904—1912), Олександр Богомолець, Серж Лифар.
У будівлі гімназії № 2 навчалися або працювали Павло Чубинський, Михайло Чалий, Іван Сошенко, Іван Вернадський, Володимир Орловський, Агатангел Кримський (навчався 1883—1885), Рейнгольд Глієр (закінчив 1894), Отто Шмідт (закінчив 1909), Олександр Русов (чоловік Софії Русової), підготовчий клас закінчив Михайло Булгаков.
Володимирський собор розписували художники Віктор Васнецов, Михайло Нестеров, Адріян Прахов, Микола Пимоненко, Сергій Костенко, Вільгельм Котарбінський, брати Свєдомські, Михайло Врубель.
У клініці університету лікувався Михайло Коцюбинський.
До комплексу Комерційного інституту (нині — Національний педагогічний університет ім. М. П. Драгоманова) входив колишній житловий будинок, де 1877 року народився поет та художник Максиміліан Волошин (буд. № 24).

## Зображення

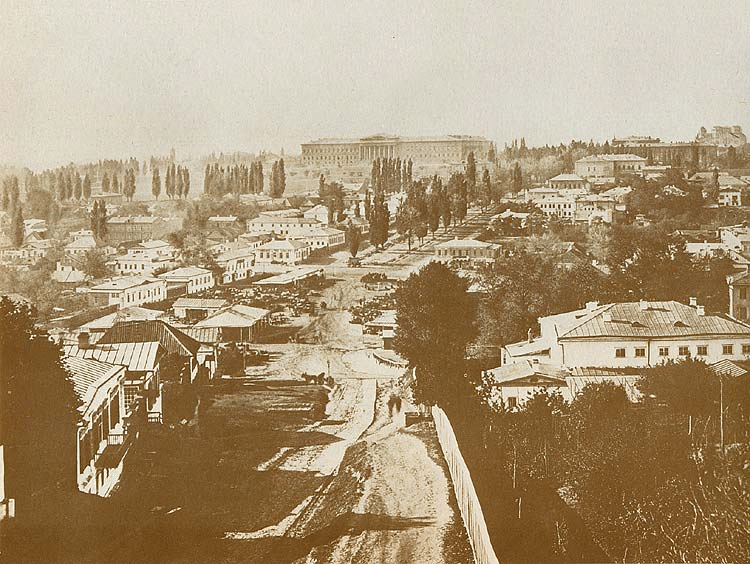
Бібіковський бульвар (друга половина XIX століття)
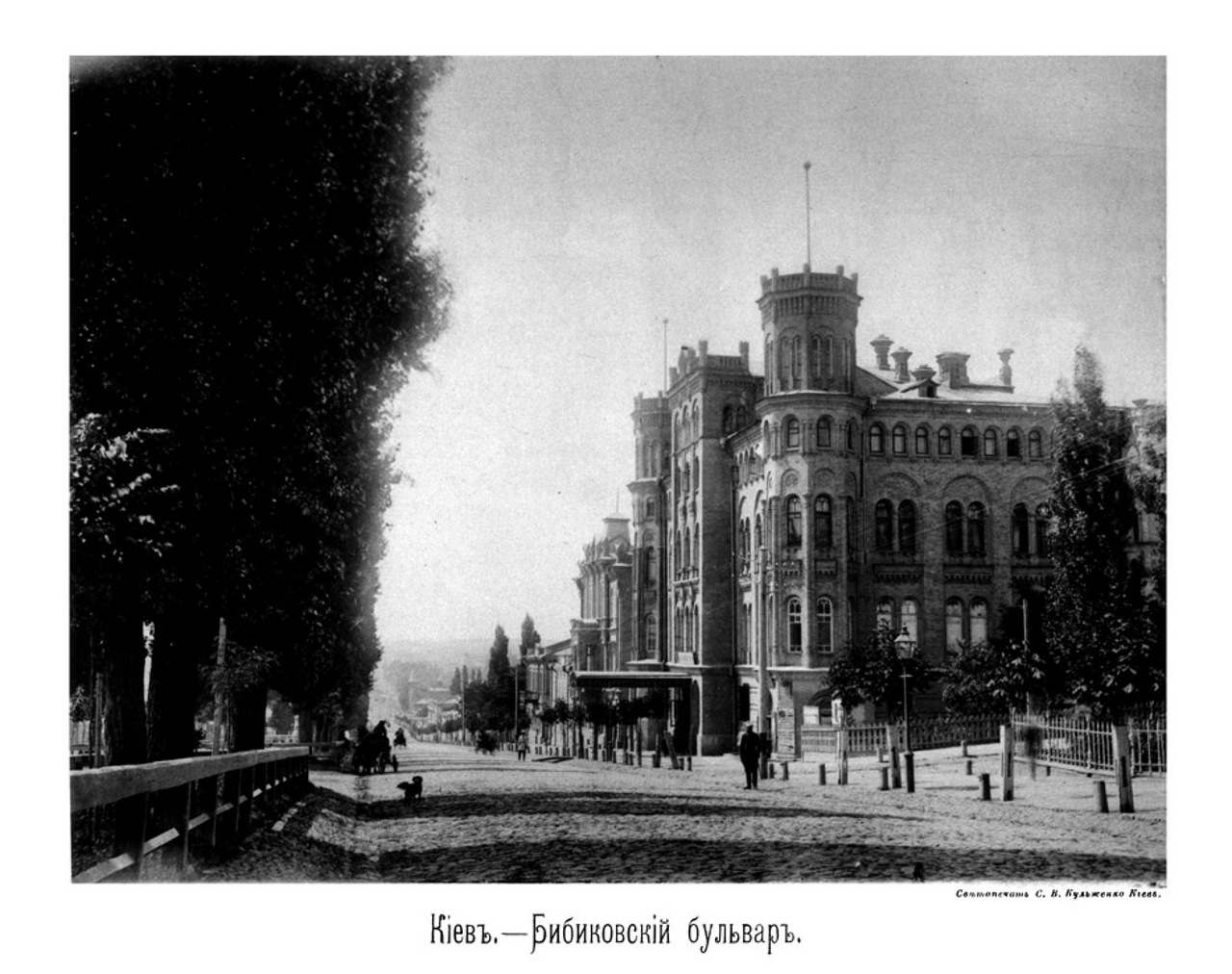
Будинок аптекаря Фроммета (1888)
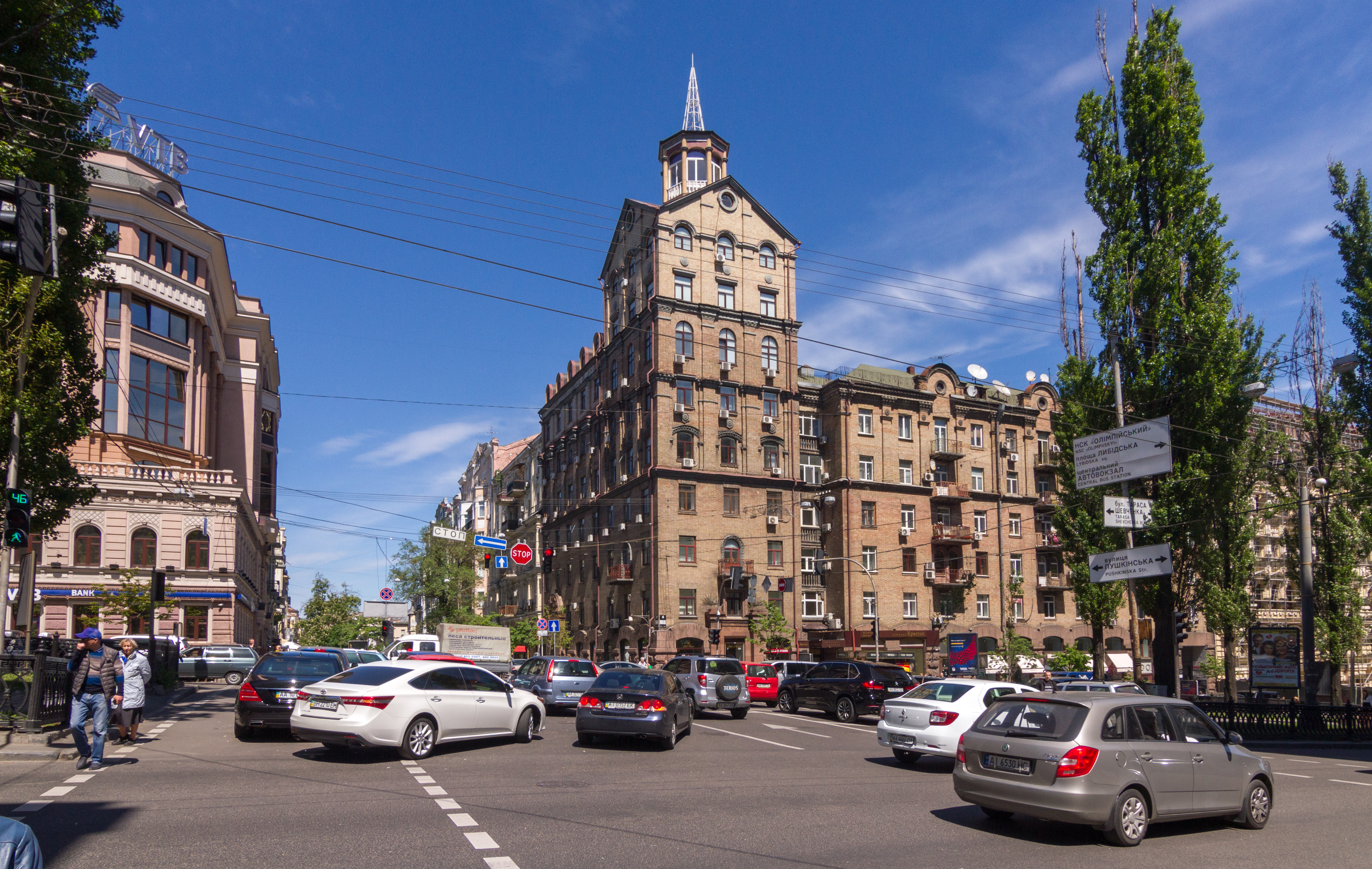
На перетині з вул. Євгена Чикаленка
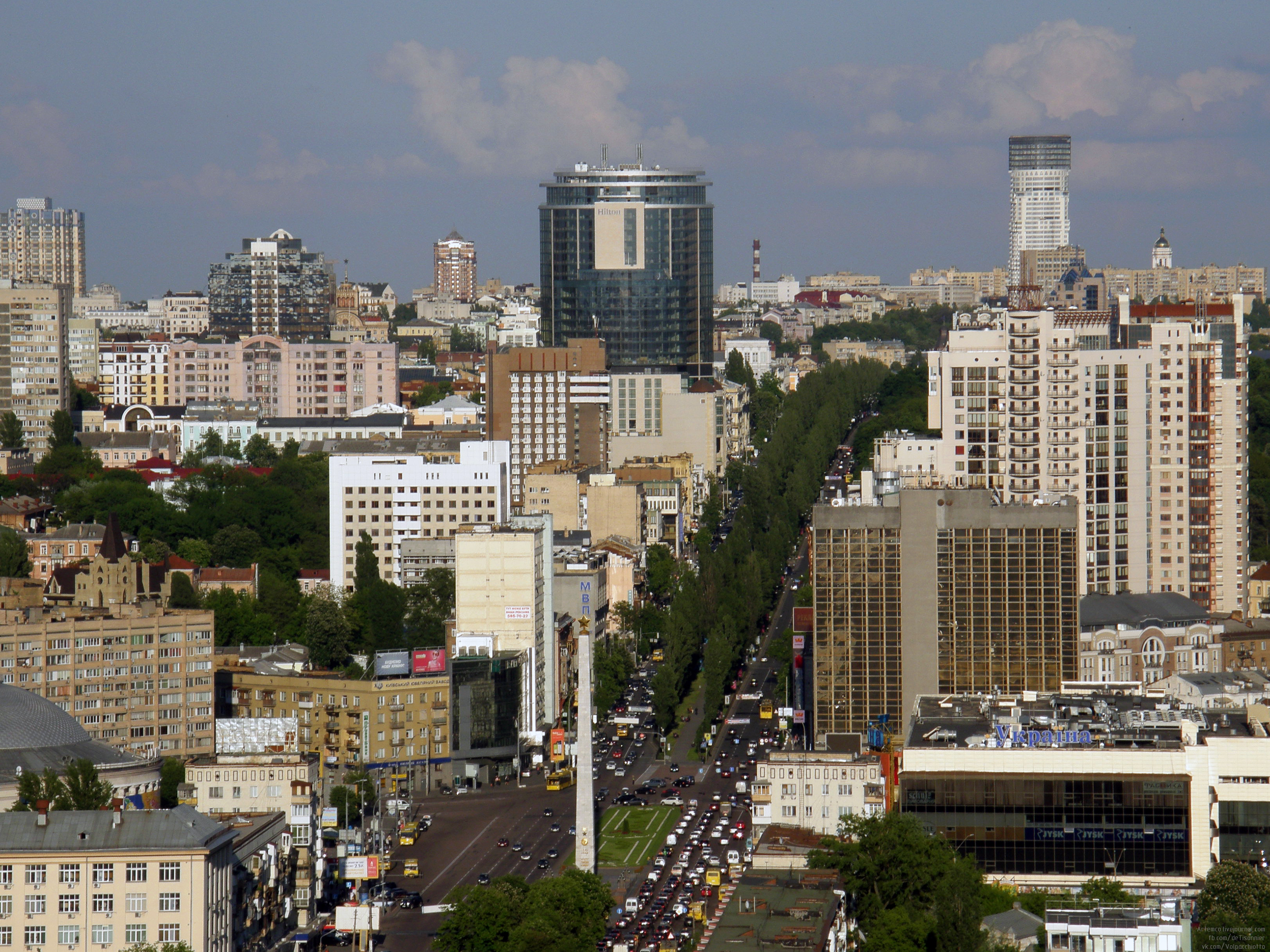
Бульвар Тараса Шевченка на схід від Галицької площі